# ビゴリ

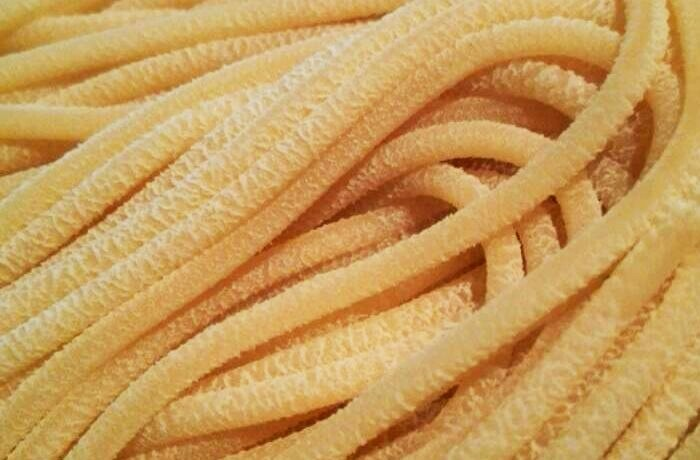
ビゴリの例

1.ビゴリ、ビゴーリ（伊: Bigoli）は、北イタリア名産の長く厚いチューブ型の押出成形で作られる高級パスタである。
このパスタは伝統的にはそば粉で作られたが、今は全粒小麦粉で作られるほうが一般的である。伝統的に、このパスタにはアヒル卵が使用される。
ビゴリはベネチアで使われる言葉であり、対照的にトスカーナではピチの名が類似の大きさの穴なしのパスタに対して用いられる。これらの言葉は相互に代用されることがある。
"La vecchia cucina eugubina"(グッビオの台所料理)には、この麺がストッキングを作る木製の棒針と同じくらいの太さであると書かれている。
2.BIGOLI（ビゴリ)は、ビゴリパスタを使いボロネーゼを看板料理とした、伊・ボローニャに本拠地を置くパスタブランド。日本では京都・四条烏丸に本店を置く。